# Best Selection (中西圭三のアルバム)
『Best Selection』（ベスト・セレクション）は、2001年2月21日にパイオニアLDCから発売された中西圭三通算4枚目のベスト・アルバム。

## 解説
『SINGLES II』からわずか5ヶ月後に発売された、レコード会社主導によるベスト・アルバム。
16曲目の「JACK-IN-THE-BOX'98（radio edit）」はシングルのみで発売された音源であったが、本作にてアルバム初収録となった。radio editの副題が指す通り、『SONGS』収録のヴァージョンより3分間短く編集されている。
この作品が10年間所属したパイオニアLDCからの最後のCDとなった。
中西は2002年にユニバーサルJに移籍するが、移籍後の2004年にはパイオニアLDCから社名変更されたジェネオン・エンタテインメントからベスト・アルバムの発売がされている。

## 収録曲
1. 眠れぬ想い（orchestral style）　5:24
2. You And I　5:02
3. Precious Love　4:41
4. 非情階段（Radio Mix）　4:18
5. Woman　4:55
6. 遠い夜明け　4:53
7. Why Goodbye　4:50
8. Ticket To Paradise　4:51
9. 次の夢　5:04
10. 青い影　4:56
11. MUST BE HEAVEN　5:24
12. 願い　4:22
13. ONE LOVE　5:32
14. LOVE SONG　4:45
15. あの空を忘れない　4:12
16. JACK-IN-THE-BOX'98（radio edit）　4:01